# Claes-Ingvar Lagerkvist
Claes-Ingvar Lagerkvist (ur. 1944) – szwedzki astronom związany z Obserwatorium Astronomicznym w Uppsali. Znany głównie z prac dotyczących kształtu i ruchu obrotowego planetoid.

## Odkrycia
Był odkrywcą dwóch komet okresowych: P/1996 R2 (Lagerkvist) i 308P/Lagerkvist-Carsenty oraz komety długookresowej C/1996 R3 (Lagerkvist).
W latach 1975–1998 odkrył 146 planetoid, z czego 144 samodzielnie, w tym Trojańczyka (37732) 1996 TY68.

## Upamiętnienie
Planetoida (2875) Lagerkvist, odkryta 11 lutego 1983 roku przez Edwarda Bowella w stacji Anderson Mesa należącej do Obserwatorium Lowella, została nazwana jego imieniem.

## Lista odkrytych planetoid
| (2114) Wallenquist   | 19 kwietnia 1976     |
| (2191) Uppsala       | 6 sierpnia 1977      |
| (2274) Ehrsson       | 2 marca 1976         |
| (2589) Daniel        | 22 sierpnia 1979     |
| (2694) Pino Torinese | 22 sierpnia 1979     |
| (2744) Birgitta      | 4 września 1975      |
| (2902) Westerlund    | 16 marca 1980        |
| (3005) Pervictoralex | 22 sierpnia 1979     |
| (3250) Martebo       | 6 marca 1979         |
| (3331) Kvistaberg    | 22 sierpnia 1979     |
| (3573) Holmberg      | 16 sierpnia 1982     |
| (3634) Iwan          | 16 marca 1980        |
| (4050) Mebailey      | 20 września 1976     |
| (4169) Celsius       | 16 marca 1980        |
| (4254) Kamél         | 24 października 1985 |
| (4310) Strömholm     | 2 września 1978      |
| (4593) Reipurth      | 16 marca 1980        |
| (4985) Fitzsimmons   | 23 sierpnia 1979     |
| (5080) Oja           | 2 marca 1976         |
| (5088) Tancredi      | 22 sierpnia 1979     |
| (5498) Gustafsson    | 16 marca 1980        |
| (5934) Mats          | 20 września 1976     |
| (5937) Lodén         | 11 grudnia 1979      |
| (5938) Keller        | 16 marca 1980        |
| (6150) Neukum        | 16 marca 1980        |

| (6686) Hernius       | 22 sierpnia 1979     |
| (6687) Lahulla       | 16 marca 1980        |
| (6771) Foerster      | 9 marca 1986         |
| (6945) Dahlgren      | 16 marca 1980        |
| (7047) Lundström     | 2 września 1978      |
| (7078) Unojönsson    | 17 października 1985 |
| (7217) Dacke         | 22 sierpnia 1979     |
| (7360) Moberg        | 30 stycznia 1996     |
| (7545) Smaklösa      | 28 lipca 1978        |
| (7548) Engström      | 16 marca 1980        |
| (7813) Anderserikson | 16 października 1985 |
| (7857) Lagerros      | 22 sierpnia 1978     |
| (7983) Festin        | 16 marca 1980        |
| (8534) Knutsson      | 17 marca 1993        |
| (8535) Pellesvanslös | 21 marca 1993        |
| (8536) Måns          | 21 marca 1993        |
| (8537) Billochbull   | 21 marca 1993        |
| (8538) Gammelmaja    | 21 marca 1993        |
| (8539) Laban         | 19 marca 1993        |
| (8616) Fogelquist    | 16 marca 1980        |
| (8786) Belskaya      | 2 września 1978      |
| (8793) Thomasmüller  | 22 sierpnia 1979     |
| (9265) Ekman         | 2 września 1978      |
| (9266) Holger        | 2 września 1978      |
| (9267) Lokrume       | 2 września 1978      |

| (9273) Schloerb       | 22 sierpnia 1979 |
| (9274) Amylovell      | 16 marca 1980    |
| (9275) Persson        | 16 marca 1980    |
| (9521) Martinhoffmann | 16 marca 1980    |
| (9720) Ulfbirgitta    | 16 marca 1980    |
| (9831) Simongreen     | 22 sierpnia 1979 |
| (9919) Undset         | 22 sierpnia 1979 |
| (10013) Stenholm      | 2 września 1978  |
| (10021) Henja         | 22 sierpnia 1979 |
| (10025) Rauer         | 16 marca 1980    |
| (10265) Gunnarsson    | 2 września 1978  |
| (10270) Skoglöv       | 16 marca 1980    |
| (10285) Renémichelsen | 17 sierpnia 1982 |
| (10455) Donnison      | 9 lipca 1978     |
| (10458) Sfranke       | 2 września 1978  |
| (10997) Gahm          | 2 września 1978  |
| (11004) Stenmark      | 16 marca 1980    |
| (11013) Kullander     | 16 sierpnia 1982 |
| (11256) Fuglesang     | 2 września 1978  |
| (11449) Stephwerner   | 22 sierpnia 1979 |
| (11450) Shearer       | 22 sierpnia 1979 |
| (11451) Aarongolden   | 22 sierpnia 1979 |
| (11795) Fredrikbruhn  | 22 sierpnia 1979 |
| (11797) Warell        | 16 marca 1980    |
| (11798) Davidsson     | 16 marca 1980    |

| (12197) Jan-Otto         | 16 marca 1980        |
| (12229) Paulsson         | 17 października 1985 |
| (12663) Björkegren       | 2 września 1978      |
| (12671) Thörnqvist       | 16 marca 1980        |
| (12672) Nygårdh          | 16 marca 1980        |
| (12673) Kiselman         | 16 marca 1980        |
| (12984) Lowry            | 22 sierpnia 1979     |
| (13908) Wölbern          | 2 września 1978      |
| (13911) Stempels         | 22 sierpnia 1979     |
| (13912) Gammelgarn       | 22 sierpnia 1979     |
| (14327) Lemke            | 16 marca 1980        |
| (14348) Cumming          | 20 października 1985 |
| (15674) Elfving          | 2 września 1978      |
| (16367) Astronomiasvecia | 16 marca 1980        |
| (16707) Norman           | 19 sierpnia 1995     |
| (17368) Korn             | 22 sierpnia 1979     |
| (17369) Eremeeva         | 22 sierpnia 1979     |
| (18302) Körner           | 16 marca 1980        |
| (18632) Danielsson       | 28 lutego 1998       |
| (19084) Eilestam         | 2 września 1978      |
| (19918) Stavby           | 6 sierpnia 1977      |
| (19925) 1979 QD3         | 22 sierpnia 1979     |
| (19927) 1980 FM4         | 16 marca 1980        |
| (19959) 1985 UJ3         | 17 października 1985 |
| (20426) Fridlund         | 13 listopada 1998    |

| (20427) 1998 VX44 | 13 listopada 1998    |
| (22251) 1978 RT6  | 2 września 1978      |
| (23418) 1979 QM3  | 22 sierpnia 1979     |
| (23419) 1980 FQ1  | 16 marca 1980        |
| (24610) 1978 RA10 | 2 września 1978      |
| (24624) 1980 FH4  | 16 marca 1980        |
| (26798) 1979 QG2  | 22 sierpnia 1979     |
| (27672) 1980 FA1  | 16 marca 1980        |
| (29130) 1986 EA5  | 9 marca 1986         |
| (30723) 1978 RU8  | 2 września 1978      |
| (30728) 1979 QD2  | 22 sierpnia 1979     |
| (35008) 1980 FZ2  | 16 marca 1980        |
| (37534) 1980 FL4  | 16 marca 1980        |
| (37717) 1996 RQ33 | 11 września 1996     |
| (37732) 1996 TY68 | 10 października 1996 |
| (39465) 1978 RW6  | 2 września 1978      |
| (39466) 1978 RX6  | 2 września 1978      |
| (39467) 1978 RA7  | 2 września 1978      |
| (39468) 1978 RY7  | 2 września 1978      |
| (39469) 1978 RG9  | 2 września 1978      |
| (39478) 1980 FR4  | 16 marca 1980        |
| (42464) 1978 RQ7  | 2 września 1978      |
| (42468) 1979 QY2  | 22 sierpnia 1979     |
| (43725) 1978 RK9  | 2 września 1978      |
| (46524) 1979 QH2  | 22 sierpnia 1979     |

| (52240) 1980 FQ4    | 16 marca 1980        |
| (58099) 1978 RB10   | 2 września 1978      |
| (58108) 1979 QE1    | 22 sierpnia 1979     |
| (73642) 1978 RV9    | 2 września 1978      |
| (85135) 1979 QN1    | 22 sierpnia 1979     |
| (85136) 1979 QX2    | 22 sierpnia 1979     |
| (96303) 1996 UM5    | 17 października 1996 |
| (99968) 1979 QQ2    | 27 sierpnia 1979     |
| (100744) 1998 DU36  | 28 lutego 1998       |
| (136779) 1996 TO68  | 8 października 1996  |
| (137052) Tjelvar    | 15 listopada 1998    |
| (150108) 1979 QG3   | 22 sierpnia 1979     |
| (152556) 1980 FK4   | 16 marca 1980        |
| (175731) 1998 DW36  | 28 lutego 1998       |
| (200145) 1998 DJ37  | 28 lutego 1998       |
| (301842) 1980 FG4   | 16 marca 1980        |
| (312646) 2010 EY91  | 19 sierpnia 1995     |
| (343842) 2011 HV33  | 31 sierpnia 1995     |
| (353731) 2011 WR114 | 29 sierpnia 1995     |
| (365893) 2011 WB3   | 31 sierpnia 1995     |
| (368930) 2006 VS43  | 8 sierpnia 1995      |
| 1.                  |                      |